# Білий прапор (восьмипрапорна армія)
Споконвічно Білий Прапор (кит. трад. 正白旗, піньїнь: Zhèng Bái Qí) — одна з восьмипрапорних армій в період існування держав Пізня Цзінь і Цин в Китаї. Це був один із трьох «верхніх» прапорів («Жовтий прапор», «Жовтий прапор з облямівкою» та «Білий прапор»), безпосередньо контрольованих імператором, на відміну від інших п'яти «нижніх» прапорів. Хойсе Ніру був військовою частиною, пов'язаною з Білим прапором.

## Відомі учасники
- Доргонь (1612-1650), 14-й син Нурхаці
- Додо (бейле) (1614-1649), 15-й син Нурхаці
- Дуаньфан (1861-1911)
- Джон Куан (нар. 1940), тайський політик
- Жунлу (1836-1903)
- Іньчан (1859-1928)
- Нергінге (1784-1857)
- Імператриця Сяошуруй (1760-1797), одна з дружин імператора Цзяціна
- Юлан (Гувалгія) (1884-1921), мати останнього цинського імператора Пу І
- Дружина Донго (1639-1660), дружина імператора Шуньчжі
- Дружина Дун (1746-1806), одна з дружин імператора Цяньлуна
- Мінгату (1692-1763), монгол
- Імператорська шляхетна дружина Чуньхуей (1713-1760), китаянка, одна з дружин імператора Цяньлуна
- Імператриця Ваньжун (1906-1946), титулярна імператриця Цин, імператриця Маньчжоу-Го, дружина Пу І, імператора Сюаньтуна.

## Відомі клани
- Донгго
- Феймо
- Хітара
- Гувалгія
- Тохоро
- Су
- Цао
- Уерлате
- Єхе Нара
- Тубот
- Гобуло
- Іларі
- Чжу
- Чен
- Бай
- Юань
- Ван
- Намдулу